# Gloria Cecilia Narváez
Gloria Cecilia Narváez (Colombia, 25 de septiembre de 1961) es una monja misionera colombiana, de la congregación de las Hermanas Franciscanas de María Inmaculada, conocida por estar secuestrada durante 4 años y 8 meses en Malí por Al Qaeda.

## Biografía
Gloria Cecilia Narváez nació en el seno de una familia católica en la ciudad de Buesaco el 25 de septiembre de 1961. Ingresó en el año 1979 a la comunidad religiosa Franciscana de María Inmaculada, se desempeñó, desde su consagración en Ecuador y Putumayo, como maestra de primaria. También trabajó junto a los indígenas.
Trabajó para la pastoral de México. En el año 2002 decidió ir a Benín y en el año 2010 se radicó en Malí.
Su madre, Rosa, murió en el año 2020 mientras ella estaba secuestrada.

## Secuestro
Gloria Cecilia Narváez fue secuestrada en Malí el 7 de febrero de 2017 en Koutiala, lugar en donde residía junto a otras misioneras de la orden franciscana. Según los relatos establecidos, los captores entraron a la vivienda de las misioneras en África pidiendo euros, ya que ellos creían que las misioneras eran de Europa, sin embargo Gloria Narváez les muestra a sus captores su pasaporte en donde constataba que era de Colombia. Ante este hecho los secuestradores deciden llevársela al norte de Malí.
Este hecho produjo que el gobierno de Colombia en conjunto con el gobierno africano decidieran comenzar la búsqueda de la misionera. Según el gobierno de Malí, para dar con el paradero de la misionera se utilizaron varias agencias de inteligencia. Según la policía de Colombia el secuestro tenía que ver con el índole económico y por su religión
El 9 de octubre de 2021, el gobierno de Malí anunció la liberación con vida de la misionera Gloria Cecilia Narváez en la frontera de Burkina Faso.
El presidente de Colombia Iván Duque manifestó en la llegada de la monja al país "Exaltamos su fortaleza y valentía, le damos la bienvenida a Colombia para que continúe su trabajo por los más vulnerables".